# Boys from County Hell
Boys from County Hell è un film del 2020 diretto da Chris Baugh.

## Trama
Il paesello irlandese di Six Mile Hill non ha grandi attrattive oltre al fatto che Bram Stoker un tempo ci avesse passato la notte e, forse, avesse basato il suo Dracula sulla leggenda locale del vampiro Abhartach. Quando il cairn sotto cui è nascosta la sua tomba viene distrutto da un'impresa edile, Abhartach si risveglia e comincia a seminare il panico. Agli operai dell'impresa edile spetta il compito di fermare il mostro.

## Promozione
Il primo trailer del film è stato rilasciato il 26 marzo 2021.

## Distribuzione
Il film ha avuto la sua prima nel 2020 in occasione del Tribeca Film Festival.
Boys from County Hell è stato distribuito nelle sale nordirlandesi a partire dal 6 agosto del 2021.

## Accoglienza
Il film è stato accolto positivamente dalla critica. Sull'aggregatore di recensioni Rotten Tomatoes, la miniserie ottiene l'82% delle recensioni professionali positive.